# Disciplinante

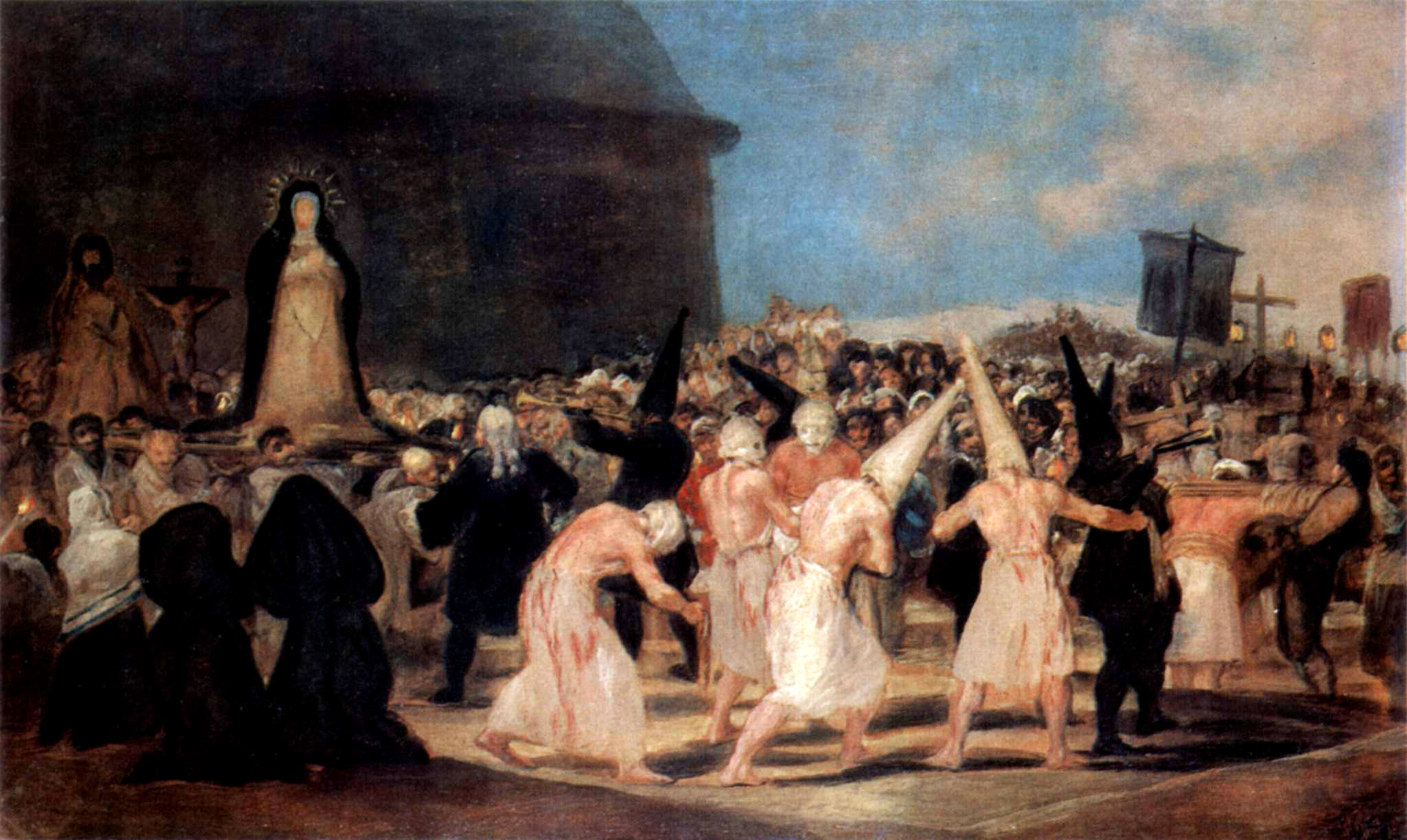
Procesión de disciplinantes, de Francisco de Goya.

Disciplinante es la persona que se autoflagela la espalda públicamente como penitencia dentro de la religión cristiana. Es una tradición en determinados puntos de España desde el siglo XV, y se realiza en procesiones por parte de un grupo de personas, de forma voluntaria como acto de fe cristiana. Está inspirado seguramente en algún pasaje llamativo de la pasión de Jesucristo.

## Historia

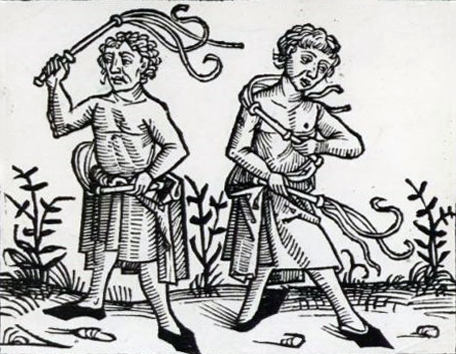
Disciplinantes o flagelantes en un grabado del

La fervorosa actividad de Bernardo de Claraval y Francisco de Asís en los siglos XII y XIII, junto con el regreso de los cruzados desde Tierra Santa, impulsaron la devoción por la pasión de Cristo, especialmente por las cinco llagas.

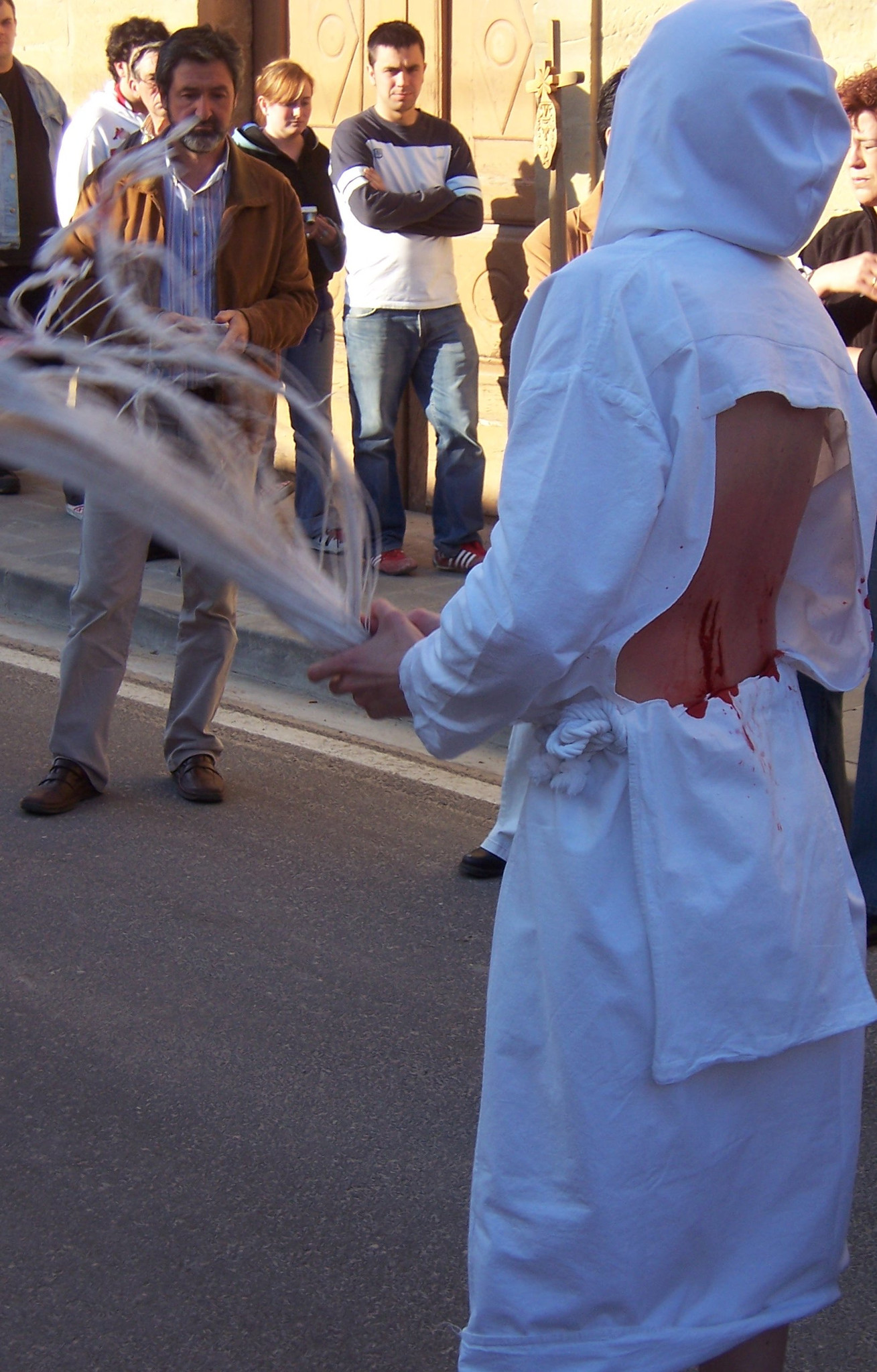
Disciplinante de San Vicente de la Sonsierra golpeándose tras haber sido picado.

Basados en esta devoción por la pasión de las Órdenes mendicantes, los franciscanos empezaron a dar culto a la Sangre de Cristo, no siendo éste compartido por los dominicos. Así se creó una intrascendente polémica doctrinal, sobre la divinidad o no de la sangre de Cristo derramada en la pasión, una vez separada de su cuerpo. Esta polémica terminó en 1464 mediante la intervención del Papa Pío II, que probablemente estaba por encima de un asunto tan trivial.
El siglo XV se caracterizó por el misticismo popular que quería imitar a Cristo, popularizándose el culto de Las Siete Palabras y los elementos relacionados con la cruz, como los clavos y la corona de espinas. Este fervor creciente por la pasión, llevó a que se comenzasen a fundar las primeras cofradías de disciplinantes en España, habitualmente bajo los nombre de Cofradía de la Sangre de Jesucristo o Cofradía de la Vera Cruz, teniendo como misión la flagelación pública. La constitución formal de estas cofradías empezó a producirse a partir del siglo XVI.
Estas cofradías tuvieron un gran éxito y habitualmente contaban con muchos miembros, aunque no todos ellos se disciplinaban (o flagelaban). De hecho, las reglas corporativas (formalmente aprobadas por los correspondientes obispos) solían distinguir entre hermanos de sangre (los flagelantes) que pagaban una cuota de entrada reducida en función del servicio que iban a prestar a la hermandad, y hermanos de luz (los portadores de cera) que debían pagar íntegramente su cuota de entrada.
Las flagelaciones de los disciplinantes solían realizarse principalmente en Jueves Santo y Viernes Santo, en conmemoración de la pasión y con el fin de redimir sus pecados.
Varios fueron los intentos de prohibir estas prácticas, destacando los promovidos por Enrique IV en 1473, Carlos V en 1552 y Carlos III en 1777 que, entre las reformas del absolutismo ilustrado, prohibió la flagelación pública. En algunos de los lugares en los que aún se continuaba con esta tradición siguieron realizándola de forma clandestina.
San Vicente de la Sonsierra en La Rioja es el único lugar de España donde siguen disciplinándose tanto en Semana Santa como en sus fiestas de mayo y septiembre.

## Lugares que tuvieron esta tradición
En La Rioja se realizaba en varios pueblos, además de en San Vicente, como son Navarrete y Grañón.

## En la cultura popular
En la película Monty Python and the Holy Grail de 1975 se puede ver una parodia de esta práctica en la Edad Media en una escena donde un grupo de monjes canta Pie Jesu, mientras se golpeaban a sí mismos con tablas.